# Mohamed Abrouk
Mohamed Abrouk (Belouizdad, Argelia francesa, 30 de noviembre de 1945) es un exfutbolista de Argelia que jugó en la posición de guardameta.

## Carrera

### Club
| Periodo   | Club          |
| --------- | ------------- |
| 1965-1977 | CR Belouizdad |
| 1977-1980 | US Santé      |

### Selección nacional
Jugó para Argelia en 19 ocasiones de 1967 a 1973 y participó en la Copa Africana de Naciones 1968.

## Logros
- Campeonato Nacional de Argelia (3): 1965/66, 1968/69, 1969/70
- Copa de Argelia (3): 1969/70, 1970/71, 1971/72
- Copa de Campeones Magreb (3): 1969/70, 1970/71, 1971/72